# Korey Cooper
Korey Cooper (n. Korene Marie Pingitore; n. 21 iulie 1972, Kenosha, Wisconsin, SUA) este o muziciană americană, clapistă, chitaristă, și back vocalistă a formației de rock creștin Skillet. Soțul său, John Cooper, este vocalistul principal, basistul și membru fondator al formației.
Cooper s-a alăturat la Skillet în 1999, în perioada dintre albumele Hey You, I Love Your Soul și Invincible. Albumul lor Comatose a fost certificat cu aur pe 18 noiembrie 2009.